# Waterloo-Denkmal

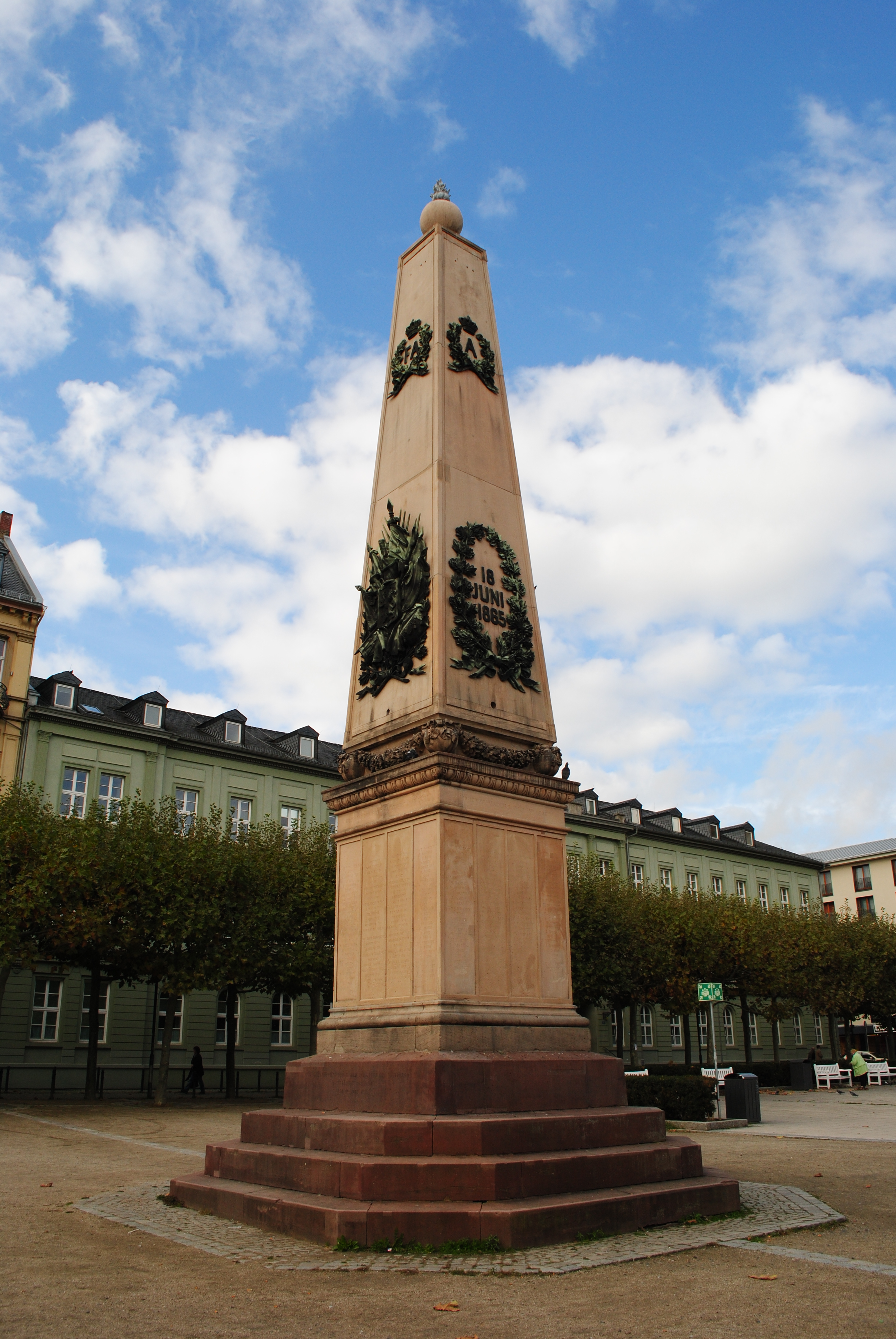
Waterloo-Denkmal

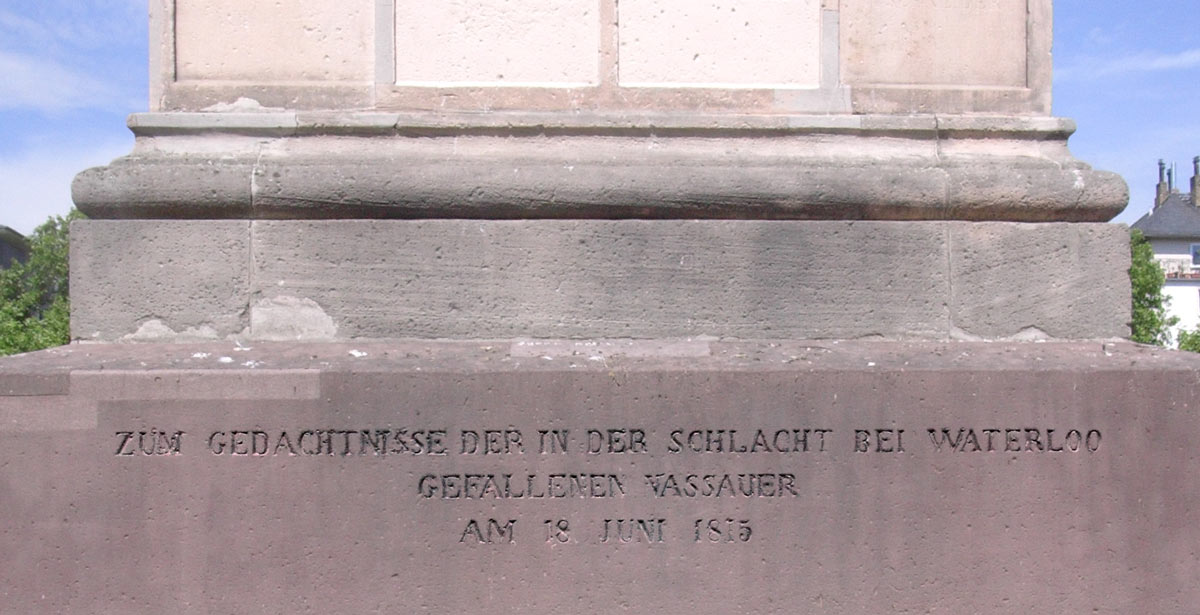
Sockel des Denkmals

Das Waterloo-Denkmal auf dem Luisenplatz in Wiesbaden erinnert an die in der Schlacht von Waterloo 1815 gefallenen Soldaten der Herzoglich Nassauischen Armee.

## Geschichtlicher Hintergrund
Seit 1806 hatte das Herzogtum Nassau als Teil des Rheinbundes an der Seite Napoleons gestanden. Erst nach der Völkerschlacht bei Leipzig 1813 wechselte Nassau die Seiten und kämpfte fortan in den Befreiungskriegen in der Allianz gegen Frankreich. In der Schlacht bei Waterloo 1815 kämpften die herzoglichen Truppen in der englisch-niederländischen Armee. In dieser Schlacht verloren 887 nassauische Soldaten ihr Leben. Für die Überlebenden wurde die Waterloo-Medaille gestiftet.
Insbesondere in den linksrheinischen Gebieten hatten sich bald nach den napoleonischen Kriegen Veteranenvereine gebildet. Diese hatten an vielen Orten Denkmale errichtet, die an die gefallenen Kameraden erinnern sollten. In Nassau bildeten sich keine derartigen Vereine. 1863 schwappte eine Welle der Begeisterung für die Erinnerung an die Befreiungskriege durch Deutschland. Anlass war der 50ste Jahrestag der Leipziger Völkerschlacht. In Nassau fand dies nur geringe Resonanz. Hintergrund war die Teilnahme Nassaus an der Schlacht auf der „falschen“ nämlich der französischen Seite. Anders war dies zwei Jahre später bei der 50jahresfeier der Schlacht bei Waterloo.

## Errichtung des Denkmals

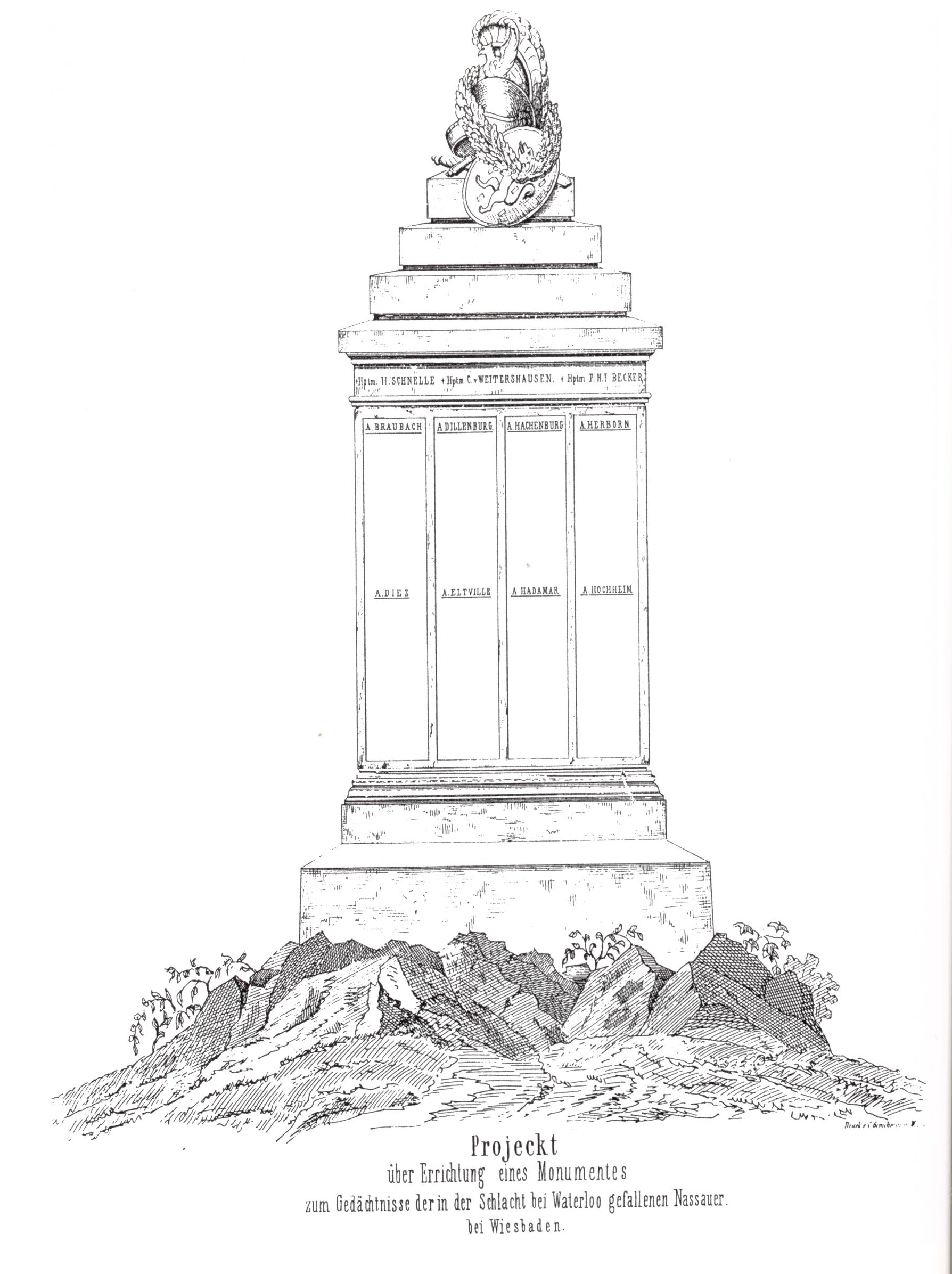
Nicht realisierter Entwurf

Der Wiesbadener Verschönerungsverein ergriff die Initiative und regte ein Denkmal in der Landeshauptstadt an. Dieser Gedanke wurde von der militärischen Führung aufgegriffen und unterstützt. Am 22. Februar 1865 erschien ein Aufruf im Wiesbadener Tagblatt zur Errichtung eines Waterloodenkmals bei Wiesbaden. Es war von den Generälen Carl Friedrich Hergenhahn, Ludwig von Breidbach-Bürresheim und Friedrich August Weiz unterzeichnet.
Im ganzen Herzogtum wurden Spendenlisten ausgelegt und gleichzeitig erste Planungen angestoßen. Zunächst war an ein Denkmal auf dem Geisberg gedacht. Dieser war ein beliebtes Ausflugsziel bei Wiesbaden. Am 24. Februar 1865 reichten die Generäle einen Entwurf bei Bürgermeister Fischer ein. Der Herzog wünschte jedoch einen zentraleren Standort und so beantragten die drei Generäle mit Schreiben vom 20. März 1865 eine Errichtung des Denkmals auf dem Luisenplatz. Diesem Wunsch entsprach der Gemeinderat am 22. März 1865.
Währenddessen ging die Spendensammlung weiter und hatte im Mai 1865 den Betrag von 4.000 Gulden erbracht. Auch wenn die ursprünglich geschätzten Kosten von 2500 Gulden inzwischen weit überschritten worden waren, reichten die eingeworbenen Spenden, das Denkmal zu finanzieren und einen Überschuss zu erreichen, der an „hilfsbedürftige“ Veteranen verteilt werden sollte.
Die Spendenbereitschaft war durch Druck der Regierung deutlich gefördert worden. Insbesondere Staatsbedienstete und -lieferanten waren unter den Spendern zu finden. Größter Einzelspender mit 200 Gulden war der Inhaber der Hammermühle bei Biebrich Christian Scholz, der seit Jahrzehnten als Monopolist das nassauische Heer mit Kommissbrot belieferte.
Im Gegensatz dazu war die Begeisterung der Wiesbadener ausgesprochen gering. Nur 171 Gulden aus Wiesbaden wurden gezählt, obwohl General von Breidbach Bürgermeister Fischer am 24. Mai schriftlich erneut drängte, die Bemühungen zu intensivieren.

## Die Einweihungsfeierlichkeiten

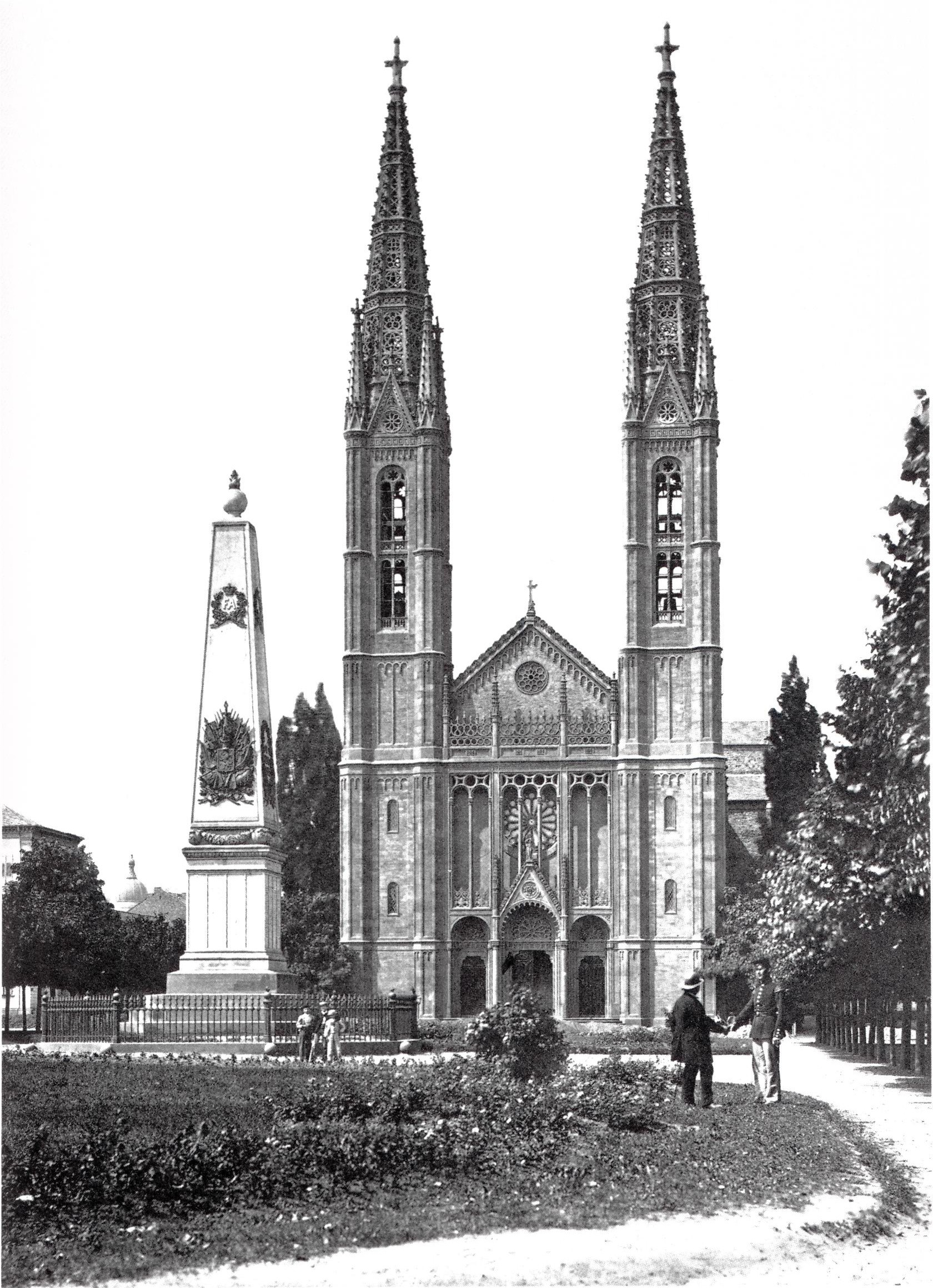
Denkmal im Jahr 1890 noch mit der Umzäunung

Am 17. Juni begannen die Vorfeiern mit Schulveranstaltungen und einer Theatergala. Die eigentliche Einweihung fand am 18. Juni statt. Um 7 Uhr fanden Gottesdienste in den Kirchen und der Synagoge statt. Die Veteranen und die Abordnungen der beiden Infanterieregimenter trafen um 11 Uhr ein. Alle Waffengattungen, die Deputationen der Schulen und Vereine und viele Besucher hörten die Festansprache des Oberhofpredigers Kirchenrat Dilthey. Zu den Klängen der Hymne „Heil unserem Herzog“ gab General Breidenbach das Zeichen zur Enthüllung des Denkmals durch Oberbaurat Philipp Hoffmann, der das Denkmal entworfen hatte.
Das Denkmal war nicht ganz fertig geworden. Die im Zinkgussverfahren hergestellten plastischen Embleme an allen vier Teilen des Obelisken fehlten noch und wurden wenige Wochen später angebracht.
Die Feierlichkeiten dieses Tages endeten mit einem Festmahl für die Veteranen auf der Reitbahn des herzoglichen Schlosses. Hierzu erschien auch der Herzog persönlich.
Am 29. Juni wurde der Überschuss an die Veteranen verteilt. Jeder erhielt drei Gulden. Am Abend dieses Tages fand ein Abschlussfeuerwerk statt.

## Weitere Geschichte
1935 wurde der Zaun um den Obelisken demontiert. 1983/84 erfolgten Baumaßnahmen zu der Tiefgarage unter dem Luisenplatz. Hierzu wurde der Obelisk demontiert und er erfolgte eine Sanierung der Metallapplikationen.

## Beschreibung des Denkmals
Das Denkmal steht auf dem Luisenplatz vor der Bonifatiuskirche.
Das Denkmal ist in Form eines Obelisken ausgeführt. Dieser steht auf einem Sockel aus rotem Mainsandstein.
Auf den vier Seiten des Obelisken befinden sich Embleme. Auf der Ostseite ist ein A (für Herzog Adolph) angebracht. Darüber ist eine Herzogskrone und darunter einen zweiten Lorbeerkranz mit der Inschrift „18. Juni 1865“ zu sehen. Auf der Westseite ist die Darstellung ähnlich. Hier befindet sich ein W (für Herzog Wilhelm). Darüber wieder eine Krone und darunter einen zweiten Lorbeerkranz mit der Inschrift „18. Juni 1815“. Die Süd- und Nordseite unterscheidet sich nur durch die Buchstaben: F.A. für Herzog Friedrich August und F.W. für Herzog Friedrich Wilhelm.
Die darunter befindlichen Embleme zeigen Kompositionen aus Fahnen und Waffen. Auf der Nordseite sind auch Kanonen dargestellt. Über diese hatte Nassau 1815 nicht verfügt. Die ersten nassauischen Kanonen stammten aus der Kriegsbeute der Schlacht bei Waterloo.
Auf den vier Seiten des Obelisken weiter unten befinden sich Namenstafeln mit vier Spalten. Die 337 Namen sind nach den 28 nassauischen Ämtern aufgeführt. Die Namen sind beginnend auf der Ostseite ämterweise alphabetisch geordnet. Es werden 337 Namen aufgeführt. Diese stammen teilweise auch aus Ämtern, die erst nach 1815 zum Herzogtum kamen.
Weiterhin befinden sich drei Inschriften auf dem Sockel:

„Ihr seid gefallen für Recht und Ehre – für die höchsten Güter, die die Menschheit kennt – drum ist es Pflicht, die heiligste von allen – dass man der Nachwelt eure Namen nennt.“

„ZUM GEDÄCHTNISSE DER IN DER SCHLACHT BEI WATERLOO GEFALLENEN NASSAUER AM 18 JUNI 1815“

„Von Seiner Hoheit dem Herzog Adolph von Nassau Waren mit dem Entwurf und der Ausführung dieses Monuments beauftragt der Oberbaurath Hoffmann, der General von Breidbach Burresheim, Bildhauer Schies und die Gebrüder Dormann von hier. Der Grundstein wurde am 6. Mai 1865 gelegt und am 18. Juni 1865 das Monument feierlich enthüllt und dem Magistrat der Stadt Wiesbaden übergeben.“